# Justin (Teksas)
Justin je grad u američkoj saveznoj državi Teksas. Prema popisu stanovništva iz 2010. u njemu je živjelo 3.246 stanovnika.